# Foscot
Foscot – osada w Anglii, w hrabstwie Oxfordshire. Leży 10 km od miasta Burford. Foscot jest wspomniana w Domesday Book (1086) jako Foxcote.